# Sühnekreuz Kirchfährendorf

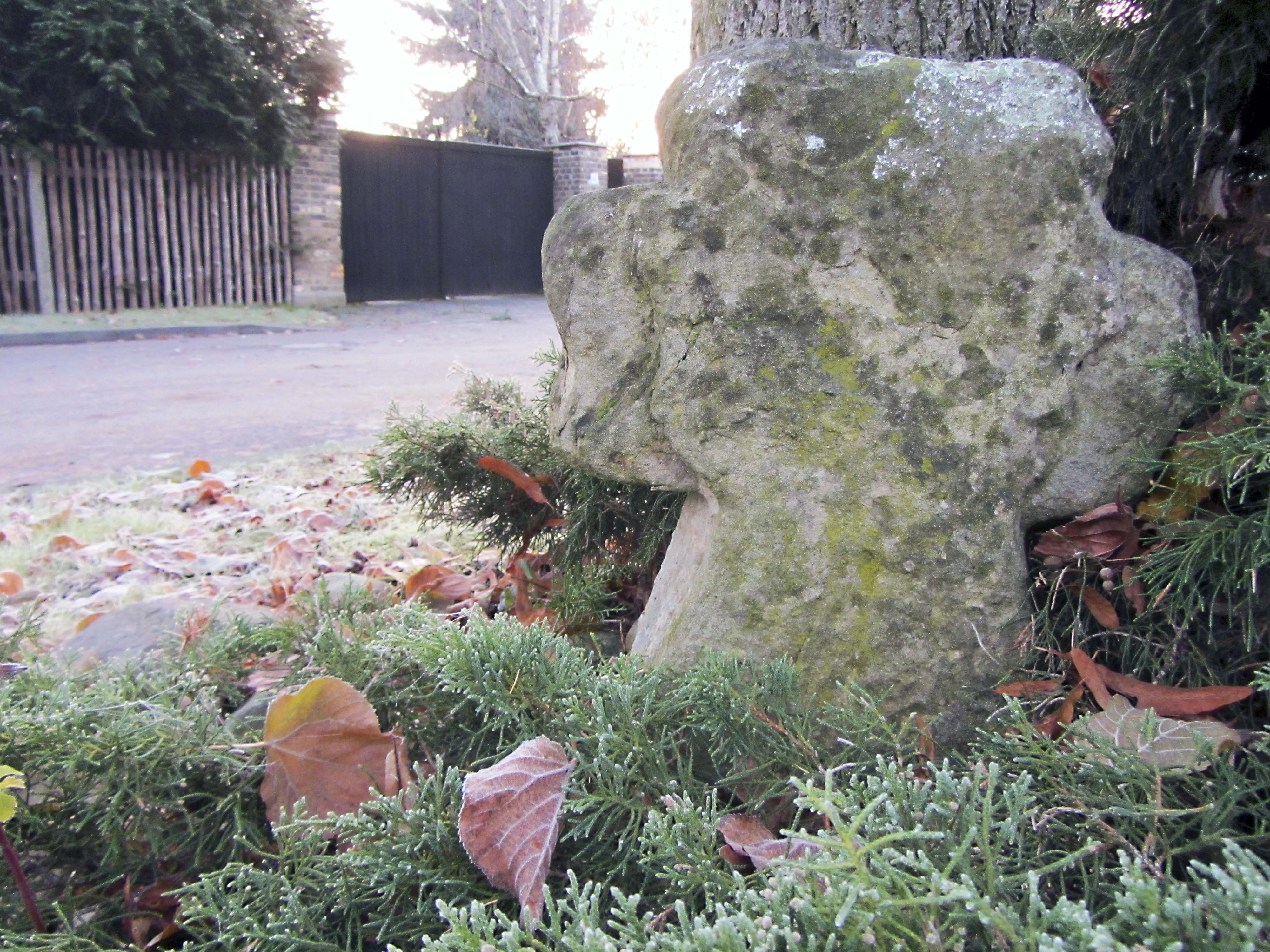
Sühnekreuz in der Nähe der Dorfkirche

Das Sühnekreuz Kirchfährendorf ist ein denkmalgeschütztes Sühnekreuz im Ortsteil Kirchfährendorf der Stadt Bad Dürrenberg in Sachsen-Anhalt. Im örtlichen Denkmalverzeichnis ist es unter der Erfassungsnummer 094 20739 als Baudenkmal verzeichnet.

## Beschreibung
Das Sühnekreuz befindet sich am Kirchdorfer Ring nahe der Kirche und ist 58 Zentimeter hoch, 39 Zentimeter breit und 20 Zentimeter dick. Neben dem Sühnekreuz befindet sich eine Gedenktafel mit der Inschrift Hier wurden 1525 zwei namentlich unbekannte Bauern enthauptet. Sühnekreuze sind meist Zeichen von Reue der Täter, in diesem Fall aber geht man eher von einem Denkmal für die beiden getöteten aus. Mit ziemlicher Sicherheit wurden den beiden Enthaupteten eine Beerdigung auf dem Friedhof verweigert.

## Geschichte
Zur Erinnerung an eine zeittypische grausame Hinrichtung wurde 1525 das Sühnekreuz errichtet. Während des Jahres 1525 erschütterte der Deutsche Bauernkrieg Mitteldeutschland schwer. Der Kampf der Bauern gegen die militärische Übermacht der Adelshäuser war ungleich, und es wurden immer wieder zur Abschreckung Exempel statuiert. Bei den beiden hier Geköpften soll es sich um Anführer der Bauernrotten im nordöstlichen Aufstandsgebiet, gehandelt haben. Das Gebiet rund um Leipzig wurde nach dem 30. April 1525 von den Aufständen erfasst und lag leicht isoliert vom Rest des Aufstandsgebietes. In der Vulpiusschen Chronik von 1700 werden die beiden Steine erwähnt. Dort heißt es, dass Hans von Thune, der fürstliche Hauptmann, in Kirchdorf zwei und in Spergau drei Bauern köpfen ließ, und dass auf den Steinen Mistgabeln, Äxte eingraviert wurden. Weiter heißt es, dass sie an die Wege begraben wurden.